# Bilokáció
A bilokáció az a paranormális jelenség, hogy egy személy vagy tárgy egyszerre két helyen tud lenni.
A katolikus hagyomány azt tartja, hogy mélyen hívő emberek képesek két alakban megjelenni. A bilokáció jelensége azonban nemcsak a kereszténységben ismert, hanem a világ számos szellemi mozgalmában fellelhető. A jóga tanaiban szó esik egy szellemi hasonmásról (asztráltest), amely a fizikai testben lakozik, de olykor képes arra is, hogy különváljon tőle. Paramahansza Jógánanda Egy jógi önéletrajza című könyvében mesterét írja le a bilokáció jelenségével. A világjáró Székely Tibor szintén egy indiai jógit említett e képességgel Éjfélkor dőlnek a pálmák című könyvében.
A történelemben számos emberről feljegyezték ezt a képességet. A keresztény szenteknél többek közt Páduai Szent Antal, Assisi Szent Ferenc, Pietrelcinai Szent Pio, Szent Ambrus, Copertinói Szent József, María de León Bello y Delgado, Liguori Szent Alfonz, Szent Druon, Gerardo Maiella, Ursula Micaela Morata, Martin de Porres stb. Egyes muszlim szúfik szintén említve vannak.  
A jelenség leírása már az ókori görög filozófusoknál feltűnik majd találkozunk vele a zsidó miszticizmusban, a Kabbalában a pogányságban a sámánizmusban az okkultizmusban a hinduizmusban a buddhizmusban a teozófiában és a New Age mozgalomban. A védikus és buddhista hagyományok úgy tartják, hogy egyes gyakorlatok, mint például a jóga, a meditáció, aszketikus gyakorlatok (böjt, önmegtartóztatás stb.) lehetővé teszik az embert különleges képességek (lásd: sziddhik és abhidzsnyá) megnyilvánulására.

## Maria de Ágreda
A spanyol klarissza apáca, Maria de Ágreda  1620 és 1631 között több mint ötszázszor jelent meg Amerikában, miközben egyfolytában zárdájában tartózkodott, a spanyolországi Ágredában.
Az 1620-as években, mikor a spanyol katolikus egyház hittérítőket küldött Észak- és Közép-Amerikába, Alonso de Benavides atya erős keresztény hitéletet talált Új-Mexikó indiánjai körében. Az emberek azt vallották, hogy „egy kék ruhás úrnő”  térítette meg őket, aki nappal megjelent, de éjszakára mindig eltűnt.
1630. augusztus 1-jén, amikor Benavides atya visszaérkezett Spanyolországba, értesült róla, hogy Ágredában egy fiatal apácának olyan misztikus élményei voltak, mint a bilokáció, illetve a levitáció. Benavides felkereste Maria nővért, és megdöbbenve tapasztalta, mennyi mindent tud mesélni az Újvilág ama vidékéről, ahol soha nem járt. Emlékezett a bennszülöttek és a falvak nevére is, ahogy később a misszionárius atya emlékirataiban beszámol róla. Benavides megállapította azt is, hogy az indiánok misekelyhe minden bizonnyal Maria nővér zárdájából származott.

## Fordítás
- Ez a szócikk részben vagy egészben  a   Bilocation című angol Wikipédia-szócikk fordításán alapul.  Az eredeti cikk szerkesztőit annak laptörténete sorolja fel. Ez a jelzés csupán a megfogalmazás eredetét és a szerzői jogokat jelzi, nem szolgál a cikkben szereplő információk forrásmegjelöléseként.
- Ez a szócikk részben vagy egészben  a   Bilocazione című olasz Wikipédia-szócikk fordításán alapul.  Az eredeti cikk szerkesztőit annak laptörténete sorolja fel. Ez a jelzés csupán a megfogalmazás eredetét és a szerzői jogokat jelzi, nem szolgál a cikkben szereplő információk forrásmegjelöléseként.